# مارلوس (بازیکن فوتبال)
مارلوس (به پرتغالی: Marlos Romero Bonfime) هافبک اهل برزیل است که در شهر ساو خوزه دوس پینهایس و در تاریخ ۷ ژوئن ۱۹۸۸ به دنیا آمده‌است.
مارلوس در تیم‌های فوتبال کوریتیبا سابقهٔ حضور دارد.
وی بازیکن تیم ملی اوکراین می باشد.